# Pomnik Legionistów Poległych w Bitwie pod Konarami
Pomnik Legionistów Poległych w Bitwie pod Konarami – nieistniejący pomnik w Konarach, usytuowany w lasku na wzgórzu obok pola bitwy pod Konarami.

## Historia
W 1928 roku z inicjatywy rodziny Jabłońskich z Usarzowa, których syn pułkownik Zdzisław Jabłoński poległ w wojnie polsko-bolszewickiej, zawiązano komitet budowy pomnika legionistów poległych pod Konarami. Komitet działający w powiatach opatowskim i sandomierskim obrał za swego przewodniczącego Szymona Karskiego. Głównym celem komitetu było zebranie funduszy na sfinansowanie budowy pomnika, co osiągnięto poprzez wydanie odezwy do społeczeństw obu powiatów, które hojnie wsparły ideę. Doboru miejsca ustawienia pomnika dokonał major Andrzej Nałęcz-Korzeniowski, adiutant komendanta Piłsudskiego w czasie bitwy pod Konarami, a właściciel działki p. Kaczmarski przekazał nieodpłatnie miejsce pod wzniesienie monumentu. Delegacja komitetu budowy udała się do Warszawy, aby prosić prezydenta RP o wzięcie udziału w uroczystości odsłonięcia, co zostało przyjęte. Pomnik odsłonięto 8 września 1929 roku w obecności prezydenta RP Ignacego Mościckiego i innych dostojników państwowych. Przy okazji odbyła się defilada wojskowa 4. Pułku Saperów, straży ogniowej i organizacji strzeleckich i młodzieżowych. Po odsłonięciu pomnika prezydent RP udał się na groby poległych legionistów na cmentarz pod Łownicą. Pomnik został zniszczony po 1939 roku. Obecnie w Konarach, w innym miejscu, istnieje nowy obelisk poświęcony pamięci legionistów uczestniczących w bitwie pod Konarami.

## Opis
Oryginalny pomnik miał formę obelisku na cokole schodkowym. Na wschodnim licu pomnika znajdował się krzyż oraz następująca inskrypcja: "Bohaterskiej pamięci legjonistów poległych w bitwie pod Konarami, stoczonej w 1915 pod wodzą Józefa Piłsudskiego”. Na zachodnim licu także widniał krzyż, a pod nim daty: „1915-1929”. Pomnik został wykonany z granitu wołyńskiego i miał 6 m wysokości.